# 내몽골군
내몽골군(중국어: 內蒙軍) 또는 몽고군(중국어: 蒙古軍)은 몽강연합자치정부의 군대로, 일본 제국의 괴뢰군이었던 중국 위군 중 하나이다, 1936년 설립된 이래 일본 제국 육군과 함께 중일 전쟁에서 싸웠으며, 대부분의 군대는 몽골인으로 구성되었지만 일부 부대에는 한족도 포함되어 있었다. 1945년 8월 19일 몽강연합자치정부가 해산하면서 내몽골군도 해산하게 되었다.

## 역사

### 초기 활동

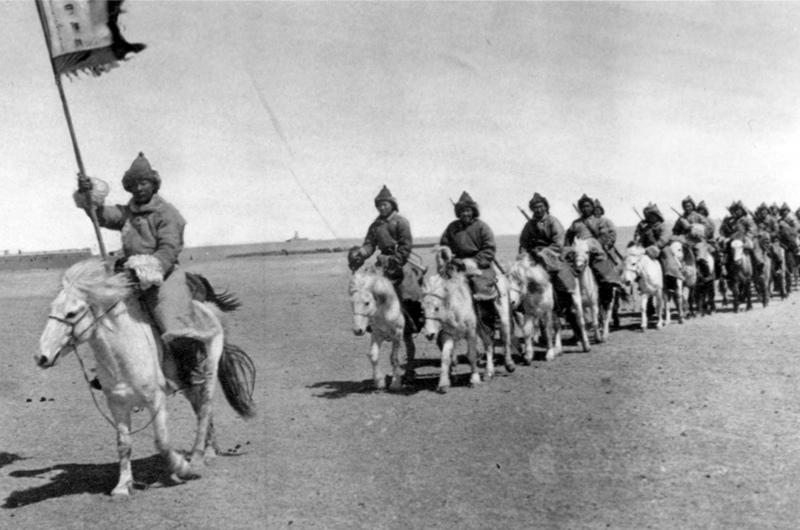
1935년 촬영된 덕왕의 사병부대

일본의 음모가 데므치그돈로브 태자 치하의 몽골 군정부의 형성으로 이어진 후, 내몽골군 초기에 다양한 기치 수장들의 개인 부대들로 구성되었다. 그들 중에는 덕왕 태자의 개인 경호 병력 약 900명이 있었는데, 그들은 그의 환심을 사기 위해 그들을 왕자에게 준 "젊은 원수" 장쉐량(張學良)의 무기들로 무장했다. 그 군대는 가장 큰 몽골 군대는 아니었지만 일본 고문들의 도움을 받아 가장 효율적이었다. 또 다른 신병들은 그 지역에 기반을 둔 산적 무리들이었다. 그래서 원래 군대는 한족 도적과 만주국군 출신의 비정규군과 함께 몽골 부족민들을 포함하게 되었는데, 후자는 군벌 리서우신이 이끌었다. 그는 후에 군대의 지휘관으로 임명되었다.
이 이국적인 군대는 1936년 내몽골의 쑤이위안 지방을 침공할 준비를 하는 동안 분열과 잘못된 규율로 인해 큰 피해를 입었다. 내몽골군 중 대다수는 또한 제대로 무장하지 못했고, 그들 중 절반 정도만 소총을 가지고 있었다. 내몽골군의 무기는 일본군에게 패배한 장쉐량의 군대로부터 받아왔는데, 이 군대는 가까운 일본의 꼭두각시 국가인 만주국의 손에 들어갔다. 준비 중에는 내몽골 군대를 위한 공군이 있었지만, 이 공군은 순전히 일본의 것이었다. 이 비행기들은 그들의 항공기에 몽골 휘장을 전혀 적용하는 것조차 신경 쓰지 않았으며, 원래의 일본 항공기 휘장을 적용한 채 일본군 비행사들이 조종했다. 총 28대의 비행기를 가지고 있었고, 내몽골의 수도인 장자커우에서 북쪽으로 약 65킬로미터(40마일) 떨어진 마을에 기반을 두고 있었다. 내몽골군은 중국국민당의 방어를 완화하기 위해 이 지역을 폭격했다.
수이위안 침공은 마침내 1936년 10월에 내몽골 부대들, 왕잉 휘하의 한족 협력자들, 대한의군, 그리고 그들 사이에 포함된 다수의 일본인 "고문들"로 시작되었다. 이 모든 작전은 일본의 참모들에 의해 감독되었다. 내몽골군과 국민혁명군 사이의 첫 접촉은 홍고르라는 마을에서 11월 14일에 일어났다. 그들은 그 후 며칠 동안 국민당의 수비수들에 대해 여러 차례 공격을 시작했지만 그때마다 상당한 사상자와 함께 격퇴되었다. 몽골인들은 용기가 부족하지 않았지만 이런 종류의 전투에 대해 훈련을 받지 못했다. 11월 16일 눈보라가 몰아치는 동안 시작된 마지막 공격도 마찬가지로 중국의 기관총에 의해 반격을 당했다. 국민당의 기습적인 반격은 11월 17일 내몽골군과 그 동맹국들이 후퇴하고 일본으로부터 약간의 훈련을 받았던 베일링미아오의 그들의 본부에서 다시 뭉치도록 하는 결과를 낳았다. 국민당의 장군 푸쭈이는 그 후 세 대의 트럭을 사용하여 도시에 대한 공격을 이끌었다. 보고에 따르면 방어군은 내몽골군의 7사단으로 구성되어 있었고 300명의 사망자, 600명의 부상자, 300명의 포로를 잃었다. 그들은 또한 국민당에 의해 빼앗긴 상당한 양의 장비를 남겼다.

## 같이 보기
- 차하르 작전